# Маніфа – Хурсанія
Маніфа – Хурсанія – складова трубопровідної інфраструктури газопереробного заводу Хурсанія, що працює на сході Саудівської Аравії.
В 2013-му в Саудівській Аравії повторно ввели в розробку офшорне супергігантське нафтове родовище Маніфа, яке було зупинене в 1984-му через слабкий попит. Продукція родовища нафта надходить на суходіл до центральної установки підготовки, де, зокрема, відбувається її сепарація із отриманням до 50 тисяч барелів конденсату та 4,8 млн м3 попутного газу на добу. Далі ці продукти спрямовують до газопереробного заводу Хурсанія, для чого проклали два трубопроводи:
- MNKGT-1 (Manifa Khursaniyah Gas Trunkline-1) довжиною 70 км та діаметром 600 мм для транспортування газу:
- MNKCL-1 (Manifa Khursaniyah Condensate Line-1) довжиною 70 км та діаметром 300 мм для перекачування конденсату.